# Vladimir Kravcov
Vladimir Nikolaevič Kravcov (in russo Владимир Николаевич Кравцов?; Alytus, 19 ottobre 1949 – 2 dicembre 1999) è stato un pallamanista sovietico, dal al 1991 russo.

## Palmarès

### Olimpiadi
- 2 medaglie:
  - 1 oro (Montréal 1976)
  - 1 argento (Mosca 1980)